# Ipoteza pădurii întunecate
Ipoteza pădurii întunecate este o conjectură menită să explice paradoxul lui Fermi, conform căreia există o multitudine de civilizații extraterestre, ostile și tăcute deopotrivă, dar fiecare dintre ele stă ascunsă de frica unei civilizații mai avansate care ar putea veni să le cucerească. Această strategie stă la baza faptului că un război asimetric între două civilizații, dintre care una are tehnologie mult mai avansată, de obicei se termină în defavoarea (sau extincția) civilizației mai primitive. Astfel, fiecare civilizație își menține nedetectabilitatea și acesta ar fi motivul pentru care universul pare lipsit de orice semn de viață. Este una dintre numeroasele ipoteze lansate să explice paradoxul lui Fermi. Numele își are originea din romanul științifico-fantastic Pădurea întunecată (2008) al lui Liu Cixin, deși conceptul exista de dinainte de apariția romanului.

## Context
Nu există nicio dovadă fiabilă sau reproductibilă cum că extratereștrii au vizitat sau au încercat să contacteze Pământul. Nu au fost detectate sau observate transmisii și nici dovezi certe ale vieții extraterestre inteligente.:2 Acest lucru pare să contrazică observațiile noastre generale despre cosmos, și anume că:
- Universul este plin de un număr foarte mare de galaxii, fiecare cu un număr foarte mare de sisteme solare, majoritatea având planete. Dintre toate aceste planete, ar trebui să fie un număr foarte mare care ar putea să susțină viața. Dintre acestea, măcar unele vor evolua să fie inteligente și să avanseze tehnologic până în punctul în care să se întrebe același lucru și să încerce să caute alte semne de viață, ba chiar să transmită semnale.[3]:336
- Se observă că viața terestră se extinde până când umple toate nișele potrivite pentru ea, adică cu alte cuvinte, se extinde pe cât îi permit resursele din mediul ei.[7]

Aceste observații contradictorii formează baza paradoxului Fermi.

## Definiție
Ipoteza „pădurii întunecate” presupune că orice civilizație spațială ar considera orice altă formă de viață inteligentă drept o amenințare inevitabilă și ar distruge astfel orice formă de viață emergentă care s-ar face cunoscută. Ca urmare, sondajele transmisiunilor bazate pe radiații electromagnetice nu ar găsi dovezi de viață extraterestră inteligentă.
O ipoteză similară, sub numele de „sonde mortale”, a fost descrisă de astronomul și autorul David Brin în rezumatul său din 1983 al argumentelor pro și contra paradoxului Fermi.
Numele ipotezei provine din romanul din 2008 al lui Liu Cixin, Pădurea întunecată, ca într-o „pădure întunecată” plină de „vânători înarmați care pândesc printre copaci ca niște fantome”. Conform ipotezei pădurii întunecate, întrucât intențiile oricărei civilizații nou contactate nu pot fi niciodată cunoscute cu certitudine, atunci, dacă este întâlnită una, cel mai bine este să se tragă mai întâi și să se pună întrebări mai târziu, pentru a evita potențiala extincție a propriei specii. Romanul oferă o investigație detaliată a preocupărilor lui Liu cu privire la contactul cu extratereștrii.

## Teoria jocurilor
Ipoteza pădurii întunecate este un caz special al „jocului secvențial și informații incomplete” din teoria jocurilor.
În teoria jocurilor, un „joc secvențial și cu informații incomplete” este un joc în care jucătorii iau decizii în succesiune, fiecare jucător având cunoștințe limitate despre alegerile și strategiile celorlalți. În cazul acestui joc particular, singura condiție de câștig este supraviețuirea continuă. O constrângere suplimentară în cazul special al „pădurii întunecate” este raritatea resurselor vitale. „Pădurea întunecată” poate fi considerată un joc de formă extensivă, fiecare „jucător” având următoarele acțiuni posibile: să distrugă o altă civilizație cunoscută de jucător; să transmită și să alerteze alte civilizații despre existența sa; sau să nu facă nimic.

## Versiuni din SF

### Pădurea întunecată
În romanele lui Liu Cixin, omenirea ia contactul cu o civilizație extraterestră nativă sistemului solar Proxima Centauri. Aflând despre existența noastră, „trisolarienii” lansează o flotă înspre Pământ ca să ne anihileze și să se stabilească pe planeta noastră. În cartea a doua, personajul Ye Wenjie vine cu o idee care ne-ar putea salva și i-o transmite lui Luo Ji. Ea pune bazele unei științe numită „sociologie cosmologică”, a cărei axiome sunt următoarele:
1. Având în vedere numărul de planete care ar putea în teorie, găzdui viață inteligentă, presupunem că majoritatea au viață inteligentă. Sociologia cosmologică este atunci studiul comportamentului acestor civilizații și cum relaționează una cu alta;
2. Presupunem că obiectivul suprem al fiecărei civilizații este supraviețuirea proprie;
3. Presupunem că resursele vitale din univers sunt limitate;

Ea mai adaugă două concepte care reies din aceste axiome:
- Lanțul suspiciunilor - în relaționare cu o civilizație extraterestră, având în vedere marile diferențe culturale, lingvistice și biologice care ar putea să apară, nu îți poți da seama dacă o altă civilizație este malvolentă sau benevolentă. Benevolent în cazul acesta înseamnă că nu o să distrugi altă civilizație decât dacă ești sigur că vei fi atacat. Malvolent înseamnă că o să distrugi o altă civilizație imediat cum ești sigur că există. Aici apare și problema: dacă tu ești benevolent, o să încerci să îți dai seama dacă ceilalți sunt și ei. Presupunând că ajungi la concluzia că probabil sunt malvolenți, este cel mai bine să îi distrugi. Dacă ajungi la concluzia că ei sunt benevolenți, dar ei cred despre tine că ești malvolent, înseamnă că din punctul lor de vedere, or să vrea să te atace imediat, deci este mai bine să îi ataci tu imediat. Dacă ei cred că tu crezi că ei sunt malvolenți.. etc. Astfel se formează un lanț de suspiciuni care s-ar putea extinde la infinit, niciuna dintre civilizații neștiind strategie celeilalte, drept care, având în vedere axioma a doua, cel mai sigur pentru o civilizație este să atace imediat cum află de existența alteia. Din axiomele 2 și 3 reiese că aceste atacuri trebuie să fie economice (ieftine din punct de vedere al resurselor) și trebuie distruse doar planete care găzduiesc cu siguranță o civilizație (astfel încât să fie evitată distrugerea risipitoare a resurselor de pe o planetă/sistem solar fără viață).
- Explozie tehnologică - o dată ce o civilizație este descoperită, cel mai sigur mod este de a ataca întâi, fără ca atacatorul să își dezvăluie poziția, cât mai repede posibil. Altfel, dacă un atacator ar alege în schimb cucerirea, din cauza călătoriilor lungi între sisteme solare, apărătorul ar putea trece printr-o explozie tehnologică, și când atacatorul ajunge în sfârșit la țintă, va fi deja depășit tehnologic. Deci orice fel de comunicare care ar putea rezolva lanțul suspiciunilor este interzisă, pentru că ar putea duce la extincția atacatorului.

Concluzia din aceste axiome este că cel mai bun mod de a garanta supraviețuirea este ca fiecare civilizație vânătoare să stea tăcută, indetectabilă, și să „asculte” pentru semne de viață. Când o țintă este aleasă, un atac asupra planetei/sistemului solar este lansat în cel mai economic mod posibil atâta timp cât garantează distrugerea. Faptul că atacatorul și poziția lui rămân nedetectate scade șansa unei răzbunări în caz că există supraviețuitori.